# Elizabeth Farren
Elizabeth Farren, Lady Derby (Cork, 1759 – 1829) è stata un'attrice irlandese.

## Biografia
Elizabeth Farren nacque a Cork intorno al 1759; il padre, George, era un medico e farmacista che si reinventò come attore, mentre anche la sorella Margaret ebbe una carriera teatrale di successo. Esordì sulle scene inglesi in giovane età, cominciando a recitare durante l'infanzia a Bath. Il debutto londinese avvenne il 9 giugno 1777 all'Haymarket Theatre, dove interpretò Miss Hardcastle in Ella si umilia per vincere e ottenne recensioni molto positive; nel resto della stagione avrebbe recitato anche in due commedie di David Garrick: Bon Ton e il suo adattamento de Il barbiere di Siviglia. Dopo aver recitato ne La moglie provocata, nel 1778 lasciò l'Haymarket per il Theatre Royal Drury Lane e trascorse i successivi anni dividendo le sue apparizioni teatrali tra questi due palchi.
Il suo vasto repertorio annoverava un centinaio di ruoli, tra cui alcuni dei grandi ruoli shakespeariani: Giulietta in Romeo e Giulietta, Porzia ne Il mercante di Venezia, Olivia ne La dodicesima notte ed Ermione ne Il racconto d'inverno. Diede il suo addio alle scene l'8 aprile 1797 e, tre settimane dopo, sposò Edward Smith-Stanley, XII conte di Derby. I due ebbero una figlia, Lady Mary Margaret Stanley, che avrebbe sposato Thomas Egerton, II conte di Wilton. Il suo abbandono dell'attività teatrale fu compianto da diversi contemporanei, tra cui Horace Walpole, che la considerava l'attrice "più perfetta" che avesse mai visto, e Sarah Siddons, che ne ammirava le doti comiche. Per quanto un passato da attrice era spesso giudicato aspramente nell'altra società, Farren riuscì a farsi apprezzare nella nuova cerchia per il gusto e lo stile, trovando ammiratori in Richard Cumberland, George Colman il Giovane e William Hazlitt. Pare abbia avuto una relazione saffica con Anne Seymour Damer.
Morì a Knowsley Hall, nei pressi di Liverpool, nel 1829.